# Référendum cubain de 2022
Le référendum cubain de 2022 a lieu le 25 septembre 2022 afin de permettre à la population de Cuba de se prononcer sur un nouveau code de la famille légalisant notamment le mariage homosexuel, l'adoption homoparentale et la gestation pour autrui sans fins lucratives.
À l'origine inclus dans le projet de nouvelle Constitution soumise à référendum en 2019, le nouveau code fait finalement l'objet d'un vote séparé en raison du rejet que connaît cette extension du mariage et de l'adoption au couples homosexuels, le gouvernement craignant que ce rejet n'impacte le vote de son projet constitutionnel, par la suite adopté à une large majorité des votants.
Le nouveau code de la famille est approuvé à une très large majorité d'un peu plus des deux tiers des suffrages. Il entre en vigueur le 27 septembre 2022.

## Contexte

### Droits des LGBT à Cuba

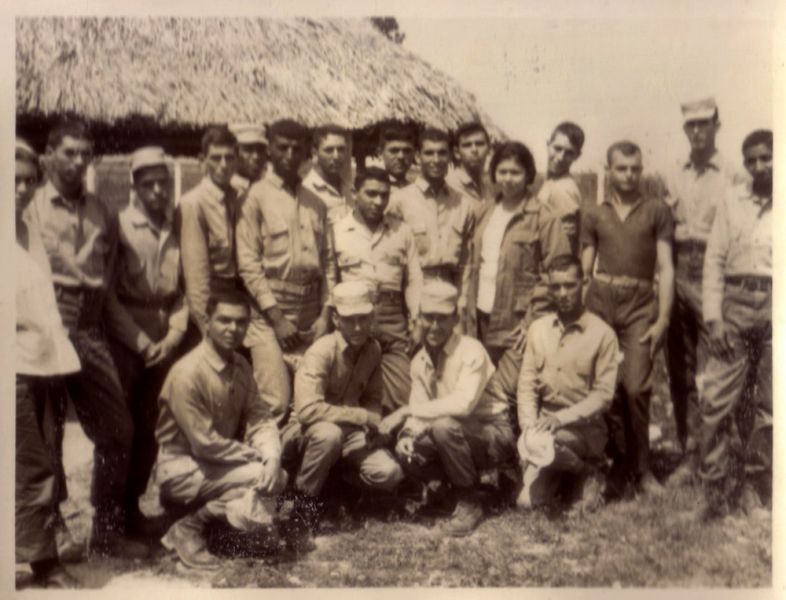
Homosexuels et opposants politiques dans un camp en 1967.

Bien qu'ayant déjà connue la légalisation de l'homosexualité, l'introduction du droit à la chirurgie de réattribution sexuelle gratuite pour les personnes transgenres, l'interdiction des discriminations sur la base de l'orientation sexuelle au travail, et l'organisation annuelle de marches contre l'homophobie largement comparées à  des Marches des fiertés, la société cubaine demeure en 2022 fortement imprégnée d'un machisme vecteur d'homophobie.
La révolution cubaine achevée en 1959 ne remet initialement pas en cause cette homophobie, Fidel Castro déclarant notamment en 1965 qu'un homosexuel ne saurait posséder les « traits nécessaires à un véritable révolutionnaire, un vrai militant communiste ». De 1965 à 1968, les homosexuels sont emprisonnés et envoyés dans des camps de réhabilitation par le travail au même titre que les objecteurs de conscience. Si les camps finissent par être fermés sur ordre de Fidel Castro, le premier Congrès national pour l'éducation et la culture organisé par les nouvelles autorités communistes en sa présence en 1971 réitère cette vision homophobe en concluant notamment que « toute manifestation de déviance homosexuelle doit être fermement rejetée et empêchée de se propager ». Le gouvernement procède ainsi au renvoi des fonctionnaires et à la censure des artistes dont l'homosexualité est révélée, cette dernière demeurant illégale.

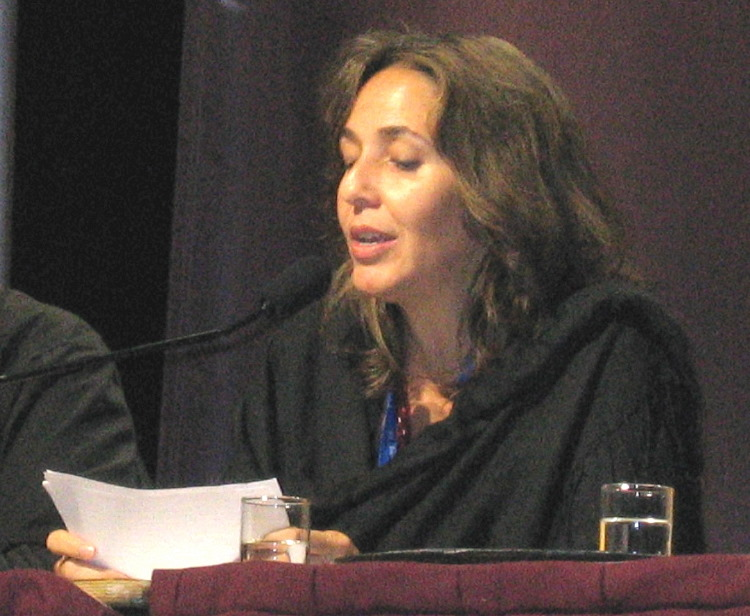
Mariela Castro.

Une lente progression des droits des homosexuels est entamée en 1975 lorsque le Tribunal suprême populaire juge illégale les discriminations contre les homosexuels sur le lieu de travail. La décision est suivie d'une décriminalisation de l'homosexualité en 1979, mais pas de sa légalisation. L'année suivante, les homosexuels sont ainsi sureprésentés lors de l'exode de Mariel, qui voit les autorités procéder à l'expulsion de près de 125 000 Cubains considérés comme contrerévolutionnaires,. Ce n'est qu'en 1988 que la dernière loi explicitement anti homosexuels est abrogée, suivie quatre ans plus tard d'une résolution de l'Union de la jeunesse communiste (UJC) condamnant les discriminations basées sur la sexualité. Dans la foulée, Fidel Castro s'exprime publiquement sur le sujet. Revenant sur sa déclaration de 1965, il affirme ne pas considérer l'homosexualité comme un phénomène de dégénérescence, et se déclare opposé « à toute forme de discrimination à l'égard des homosexuels ». Dès l'année suivante, des programmes d'éducation publique contre l'homophobie sont pour la première fois mis en place.
Une tentative de passage d'une absence de discrimination légale envers les couples homosexuels à une protection explicite par la loi intervient pour la première fois en 2007 lorsqu'un projet de loi ouvrant l'union civile aux couples de même sexe est déposé à l'assemblée. Le projet est porté par Mariela Castro, fille de Raúl Castro et nièce de Fidel, qui se fait connaître dans son pays ainsi qu'à l'international pour ses actions de militante associative notamment engagée en faveur des droits LGBT. Le projet rencontre cependant la résistance d'une partie des membres du parti communiste, conduisant à son abandon.

### Tentative de légalisation du mariage homosexuel en 2019
Courant 2018, le gouvernement communiste cubain dirigé par Miguel Díaz-Canel procède à la rédaction d'une nouvelle constitution destinée à remplacer celle de 1976, deux ans après la mort de Fidel Castro et l'accession de Díaz-Canel au pouvoir. Ce dernier poursuit en parallèle une libéralisation très partielle de l'économie socialiste cubaine, toujours organisée sous la forme d'une économie planifiée.
Outre l'introduction d'une dose relative d'économie de marché et le maintien du rôle dominant du Parti communiste, la première version approuvée par l'Assemblée nationale du pouvoir populaire en juillet 2018 interdit toute discrimination fondée sur le sexe, les origines ethniques et le handicap, et définit le mariage comme « l'union consensuelle de deux personnes, quel que soit leur sexe », permettant ainsi la légalisation du mariage homosexuel,,.

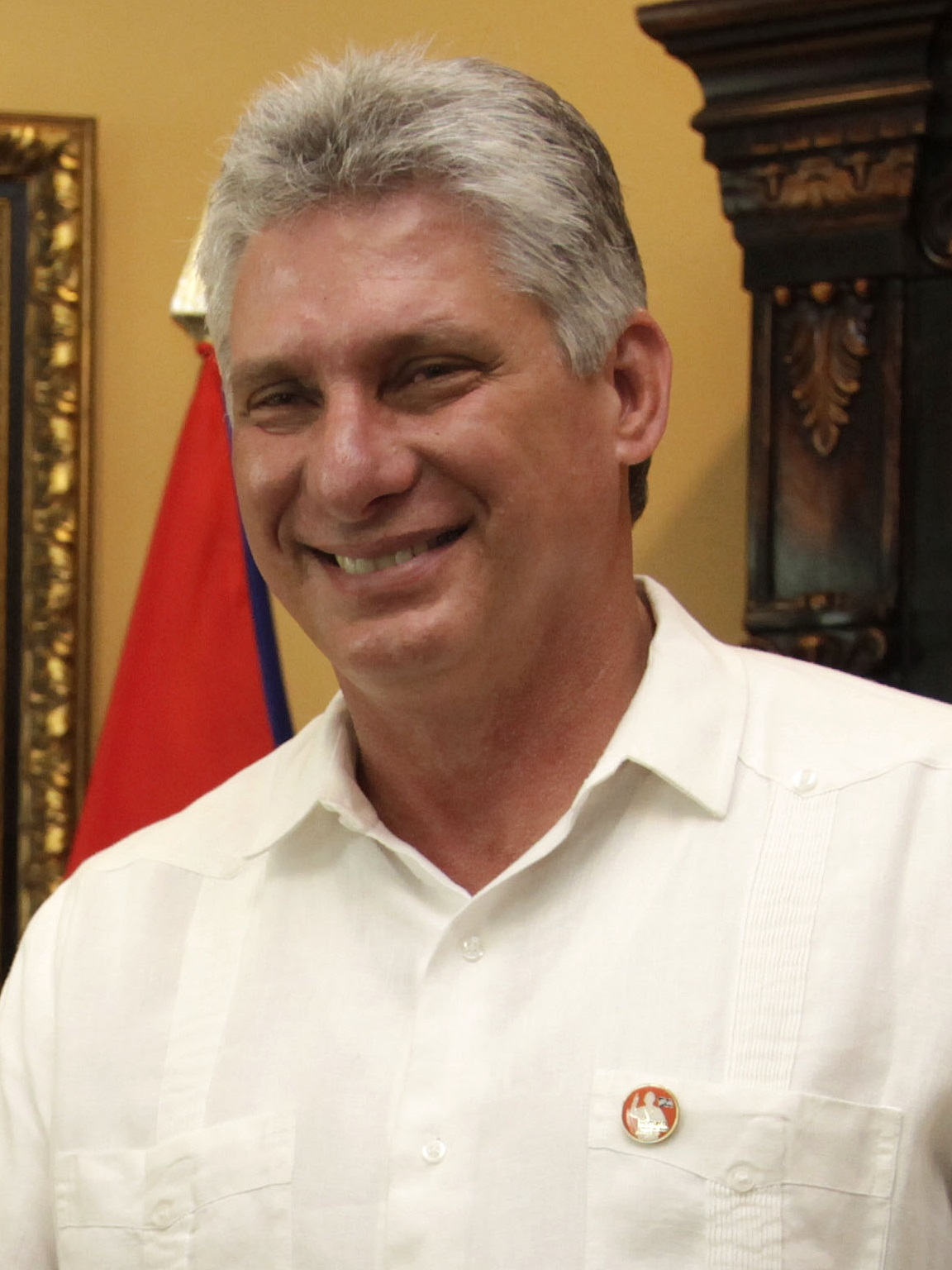
Miguel Díaz-Canel.

Lors de la phase de consultation populaire qui s'ensuit du 13 août au 15 novembre 2018, cette introduction du mariage homosexuel provoque cependant une levée de boucliers de la part d'une partie de la population, dont notamment les Églises catholique et évangéliques. Dès septembre, Miguel Díaz-Canel se dit favorable à titre personnel à la légalisation du mariage homosexuel, tout en précisant que la décision en reviendra à la population. L'Église catholique cubaine, pour sa part, s'oppose « fortement » à cette légalisation. L'archevêque de Santiago de Cuba, Dionisio Garcia, estime ainsi publiquement que le mariage homosexuel est contraire à la culture cubaine, et contre-nature. Il le décrit comme une forme de « colonialisme idéologique » et d'« impérialisme culturel » voulu par les « lobbys » des pays riches. Plus d'un demi millions de signatures sont ainsi réunies lors d'une pétition contre la légalisation, les signataires appelant à voter contre au référendum si celle-ci n'est pas retirée du texte.
Craignant que ce rejet ne provoque une part importante de votes contre lors du référendum, le gouvernement cubain — qui recherche alors un large vote d'adhésion au référendum afin de légitimer ses nouvelles institutions —, décide de supprimer la légalisation du mariage homosexuel du nouveau texte constitutionnel. Le texte définitif est par la suite rédigé par une commission parlementaire de trente-trois députés, présidée par Raúl Castro en sa qualité de premier secrétaire du comité central du Parti communiste de Cuba. La nouvelle constitution se voit cependant adjoindre un onzième article transitoire précisant qu'un nouveau processus de consultation populaire suivi d'un référendum doit être organisé dans les deux ans sur la question de la définition du mariage,. La constitution est approuvée lors du référendum constitutionnel du 24 février 2019 par 90,61 % des suffrages exprimés, et entre en vigueur le 10 avril suivant,. Au mois d'octobre de la même année, Miguel Diaz Canel est élu par l'assemblée nationale président de la république de Cuba, un poste réinstauré par la nouvelle constitution.

## Mise en œuvre

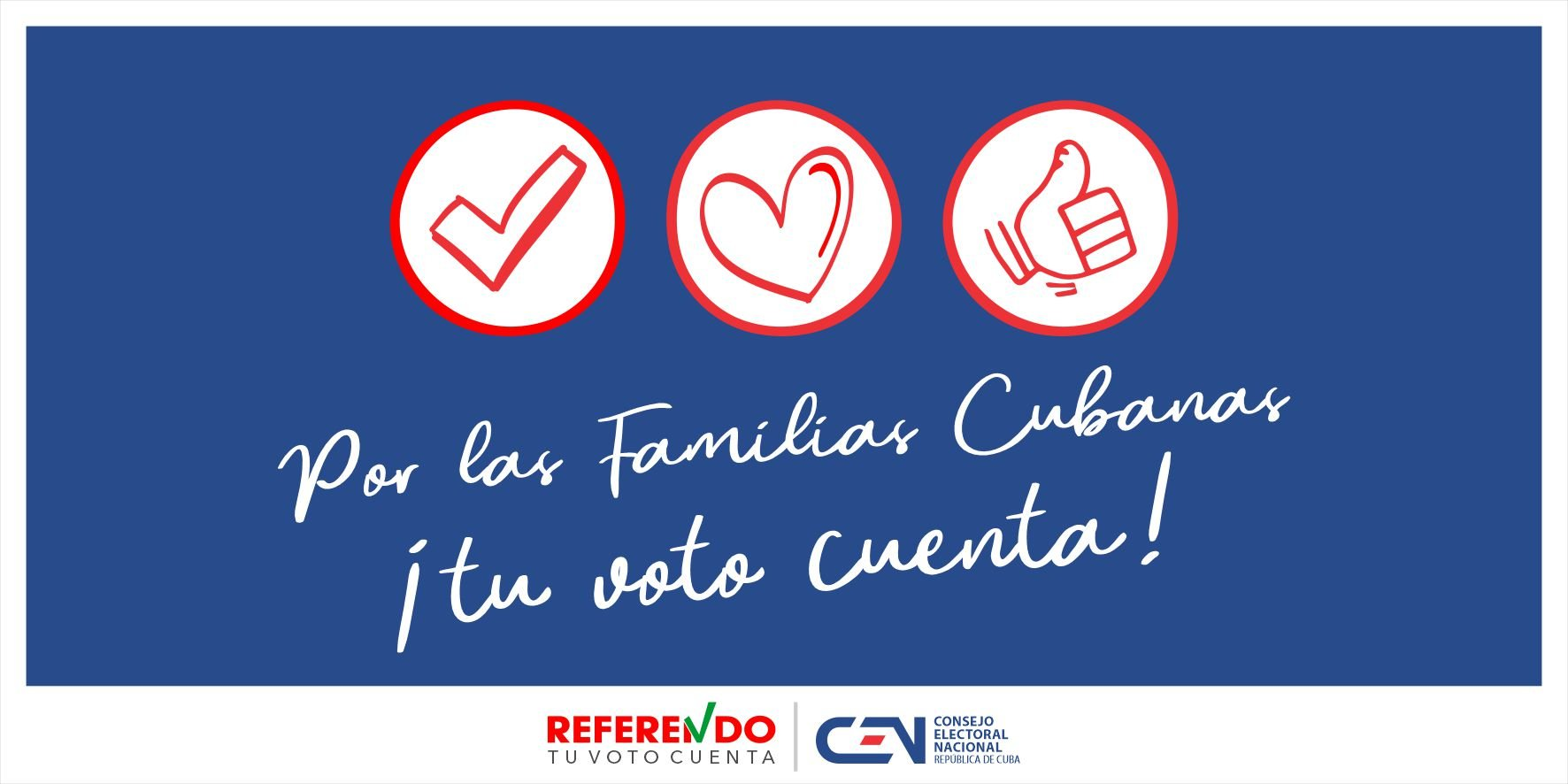
Logo de la campagne référendaire.

Le 15 septembre 2021, le gouvernement cubain rend public le projet de nouveau code de la famille dont le contenu prévoit comme prévu la légalisation du mariage homosexuel. Le mariage y est ainsi défini dans son article 61 comme « l'union consensuelle entre deux personnes » sans que ne soit précisé le sexe des mariés, et non plus comme l'union d'un homme et d'une femme. De même, les parents ne sont plus définis par leurs sexes, les articles 30 et 31 permettant l'adoption homoparentale et ouvrant explicitement le droit à la parentalité aux couples ayant recours aux différentes formes de procréation médicalement assistée,. Très attendu, le nouveau code est salué par les associations de défense des droits LGBT, qui demeurent néanmoins prudentes quant au succès de la procédure. En parallèle, une commission spéciale chargée de l'organisation du référendum est mise en place le 30 décembre 2021 avec à sa tête le diplomate Antonio Machín,.

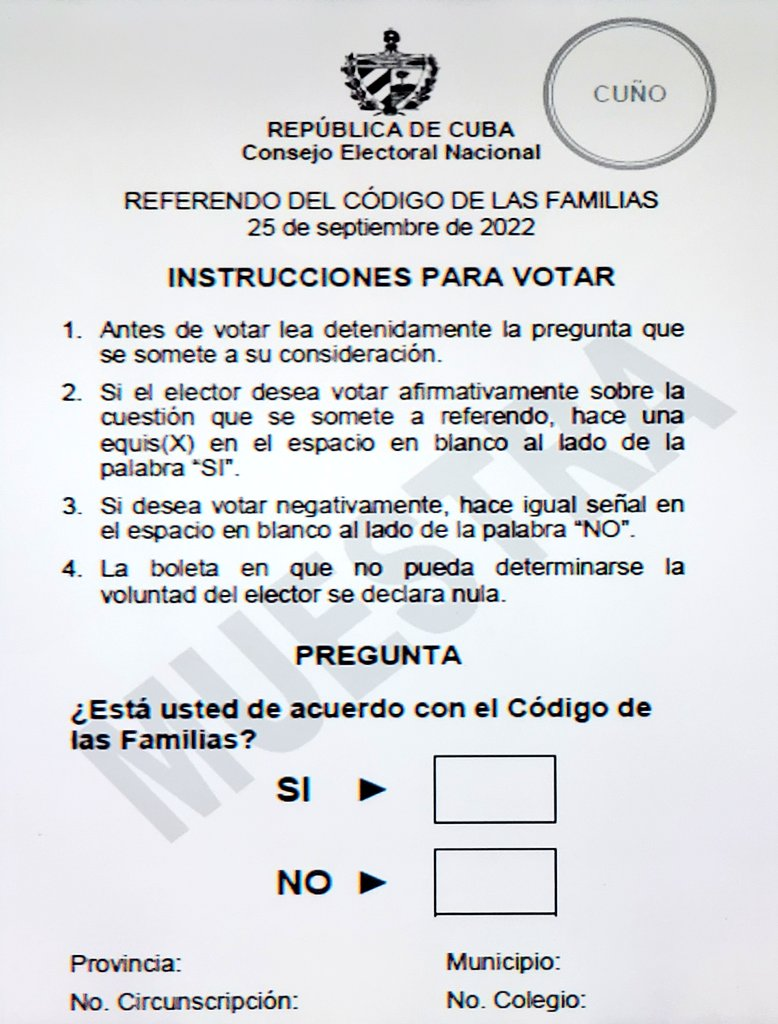
Bulletin de vote utilisé.

Soumis à une période de consultation populaire à partir du 15 février 2022, le projet est critiqué par une partie des militants pro-LGBT qui estiment qu'un droit fondamental ne devrait pas être soumis à un référendum. Le gouvernement se défend en déclarant vouloir travailler à faire accepter un tel changement plutôt que de l'imposer par la force,. Le processus référendaire intervient également dans le contexte d'une vague de légalisation du mariage homosexuel dans le reste de l'Amérique latine, ayant ajouté à la frustration des membres de la communauté LGBT cubaine confrontés à la lenteur du processus dans leur pays en comparaison de son voisinage immédiat.
Outre ces questions liées à l'homosexualité, le nouveau code de la famille introduit plusieurs avancées dont une protection accrue des enfants et des adolescents, la coresponsabilité des parents dans leur éducation, et une stricte égalité des droits entre hommes et femmes. Le code assure également aux mineurs le droit à ne pas faire l'objet d'exclusion, de violence ou d'une absence de protection parentale. Il met par ailleurs fin à la possibilité pour les filles mineures âgées de plus de quatorze ans de se marier avec l'autorisation de leur tuteurs, seuls les femmes majeures — donc âgées d'au moins dix-huit ans — pouvant désormais se marier.
À l'issue de la période de consultation populaire qui voit plus de six millions de Cubains participer aux débats et qui prend fin le 6 juin, le texte est soumis à l'Assemblée nationale du pouvoir populaire. Il y est amendé en accord avec les propositions des participants sur plusieurs points dont la légalisation de la gestation pour autrui, à condition que celle-ci ne fasse pas l'objet d'une rémunération. Le nouveau code est ensuite voté par le Conseil d'État le 21 juillet 2022 par 25 voix pour sur 31, et la date d'organisation du référendum est fixée le lendemain au 25 septembre suivant.
La question posée est « Êtes-vous d’accord avec le code de la famille ? » (en espagnol : « ¿ Está usted de acuerdo con el Código de las Familias ? »). Le vote est obligatoire et ouvert dès seize ans. Le référendum ne nécessite pas de majorité qualifiée ou de quorum de participation : seule la majorité absolue des suffrages exprimés est exigée pour en valider le résultat,. C'est la première fois dans l'histoire du pays que la population cubaine a la possibilité de s'exprimer par référendum sur un texte de loi, les précédents ayant tous porté sur des textes constitutionnels.

## Sondages
| Institut                                   | Date                        | Échantillon     | Pour       | Contre                       | Indécis |       |   |   |
| ------------------------------------------ | --------------------------- | --------------- | ---------- | ---------------------------- | ------- | ----- | - | - |
| Institut                                   | Date                        | Échantillon     | Granma/PCC | 1er février au 30 avril 2022 | 434 860 | 61,96 | - | - |
| Granma/PCC                                 | 1er février au 20 mars 2022 | Environ 225 000 | 54         | -                            | -       |       |   |   |
| Projet de code de la famille rendu public. |                             |                 |            |                              |         |       |   |   |
| Apretaste                                  | Juillet 2019                | 390             | 63,1       | 36,9                         | -       |       |   |   |

## Résultats
| Choix                  | Votes     | %     |
| ---------------------- | --------- | ----- |
| Pour                   | 3 950 288 | 66,85 |
| Contre                 | 1 959 097 | 33,15 |
|                        |           |       |
| Votes valides          | 5 909 385 | 94,26 |
| Votes blancs et nuls   | 360 042   | 5,74  |
| Total                  | 6 269 427 | 100   |
| Abstention             | 2 188 551 | 25,88 |
| Inscrits/Participation | 8 457 978 | 74,12 |

Répartition des suffrages exprimés :
| Pour 3 950 288 (66,85 %) |  |  | Contre 1 959 097 (33,15 %) |
| ▲                        |  |  |                            |
| Majorité absolue         |  |  |                            |

## Conséquences

Pourcentage de votes Pour par province

Le nouveau code de la famille est approuvé à une large majorité d'un peu plus des deux tiers des suffrages. Ce résultat, qui entraine la légalisation du mariage homosexuel, de l'adoption homoparentale et de la gestation pour autrui sans fins lucratives fait de Cuba l'un des pays les plus progressiste d'Amérique latine en la matière,. Le code est signé par Miguel Díaz Canel au lendemain du référendum, et publié au Journal officiel le 27 septembre 2022, date de son entrée en vigueur,.